# Marionetteatern

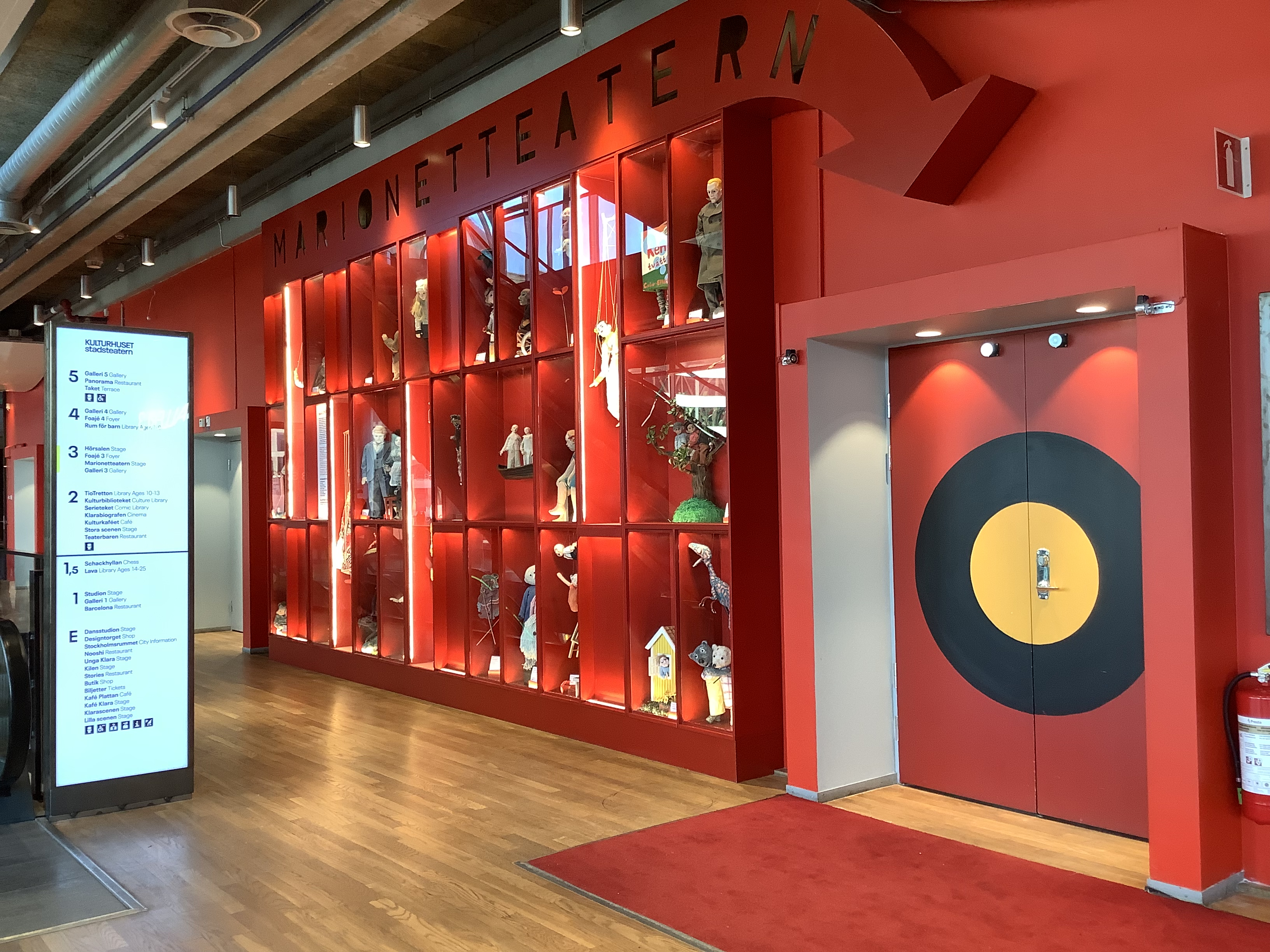
Ingången till Marionetteatern i Kulturhuset i Stockholm.

Marionetteatern är Sveriges första fasta scen för dockteater och barnteater[källa behövs], grundad i Stockholm 1958 av Michael Meschke, som fram till 1999 var dess teaterchef, regissör, dockspelare etc. 
Efter att ha börjat 1952 som "Stockholms marionetteater" invigdes den som en kommunalt understödd teater, i samverkan med Stockholms Stadsteater, den 25 september 1958 som fast scen vid Sankt Eriksplan, med tal av kommunalpolitikern Hjalmar Mehr. Ambitionen var att spela högklassig marionetteater för barn- och vuxenpublik, ofta i experimentell scendramatisk samverkan med skådespelare, dansare, operasångare, kompositörer, musiker, konstnärer, gästregissörer etc, och många kända personligheter har genom åren medverkat vid produktionerna.

## Verksamheten

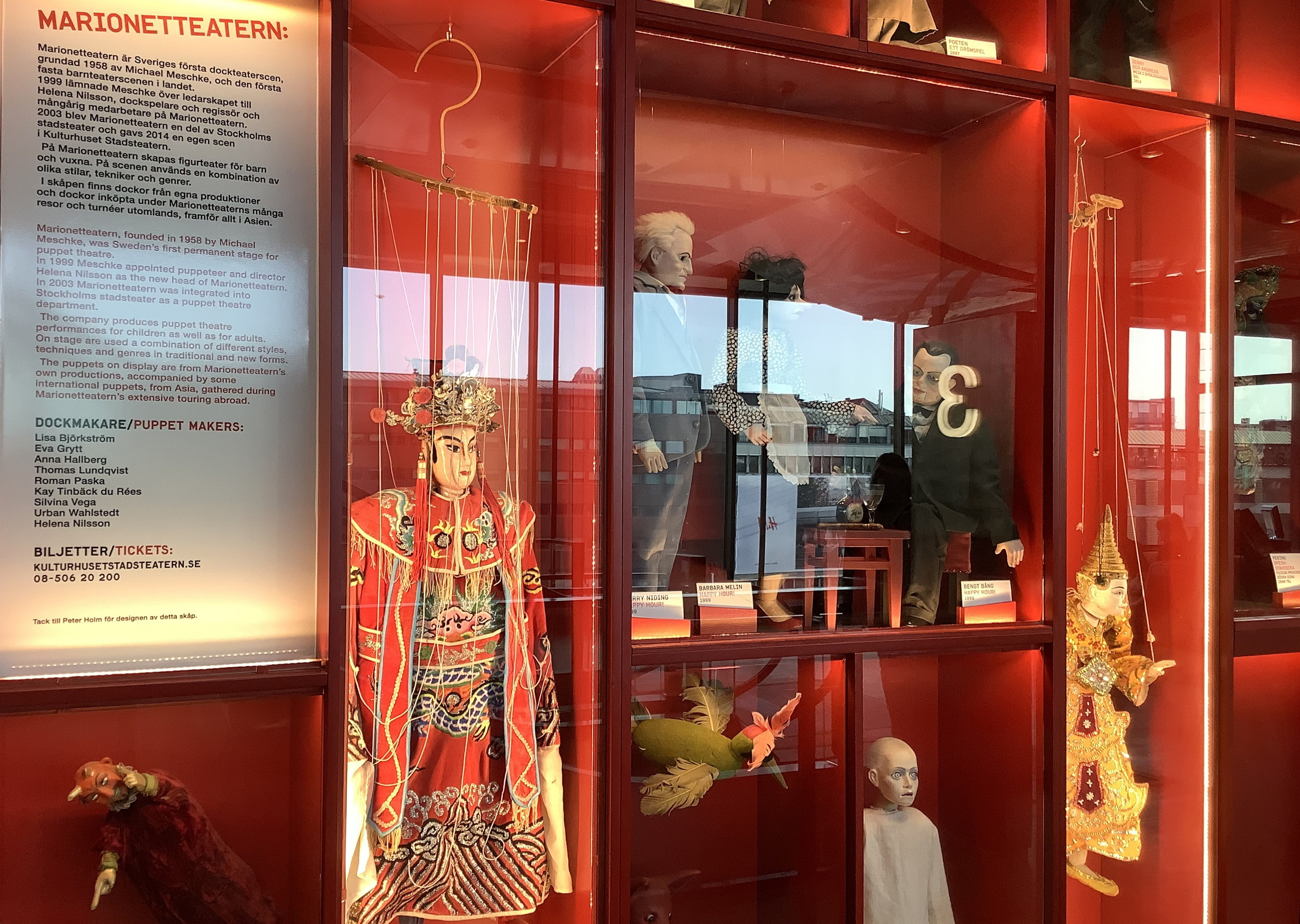
Vitrinskåp intill Marionetteatern.

Första uppsättningen var det klassiska Himlaspelet av Rune Lindström (1958) och sedan följde ett antal produktioner årligen, ofta kända klassiska verk eller operor, såsom Hoffmanns äventyr, Stravinskijs Historien om en soldat, Den goda människan i Sezuan, Kung Ubu, Lille prinsen, Woyzeck, Tolvskillingsoperan, Strindbergs Himmelrikets nycklar, Sofokles Antigone, blandat med nyare verk eller sagor som Trollkarlen från Oz och Hans och Greta. Meschke tog intryck från olika teatertraditioner, alltifrån antikens teater till japansk bunraku och modernare samtidsteater, inte sällan med ett samhällskritiskt inslag. 1960 uruppfördes dockteaterpjäser skrivna av Selma Lagerlöf och 1961 Rymdpionjären, en specialskriven pjäs av Bo Setterlind. 
Ett starkt visuellt uttryck är utmärkande för teaterns produktion och dockor, masker och föremål ges alltid en betydande del i berättandet.
1970 gjorde teatern en förnyelsesträvan med ett försök att utvidga dess gränser genom uppsättningen av Dantes Divina Commedia.
Med start i Belgien 1960 har teatern gästspelat mycket flitigt på festivaler, teatrar och TV världen över genom åren och blivit en högt respekterad svensk kulturambassadör i världen. 1973 skapades även ett museum, Marionettmuseet, med dockor och föremål från världens olika dockteatertraditioner och 1976 också Dockteaterintitutet, där utbildning skedde i marionetteaterns konst. Många av de svenska marionetteater-verksamma har ofta haft en anknytning till teaterns verksamheter. Den kände dock- och maskmakaren Arne Högsander var verksam vid teatern från start och under 1960-talet och började där sin verksamhet, liksom till exempel regissören och skådespelaren Leif Sundberg, grundaren av den fristående Dockteatern Tittut, Ing-Mari Tirén och sedermera TV-producenten och barnprogramschefen på Sveriges Television, Agneta Ginsburg.
Bland de många kända personligheter som medverkat i produktioner kan nämnas till exempel: Allan Edwall, Karl-Erik Welin, Mats Ek, Per Ragnar, Staffan Westerberg, Sif Ruud, Ulla Sjöblom, Ingvar Kjellson, Lennart Mörk, Jan Blomberg, Hjördis Petterson, Jan Malmsjö, Toivo Pawlo, Naima Wifstrand, Mimmo Wåhlander, Hans Wigren, Birgitta Valberg, Ernst-Hugo Järegård, Tage Danielsson, Hans Alfredson, Olof Buckard, Niklas Ek, Kar de Mumma, Margaretha Krook, Yvonne Lombard, Sven-Bertil Taube, Olof Thunberg, Georg Årlin, Al. Samfors med flera.

## Under ny ledning
Under 1963–1986 och från och med 2003 har Marionetteatern varit en del av Stockholms stadsteater, dit den numera också har sin verksamhet förlagd, men med egen konstnärlig ledning. Från 1999 överlämnades ledningen för teatern till Helena Nilsson.  Marionetteatern samarbetar också med skolor inom ”Skapande-skola”.

## Bildgalleri

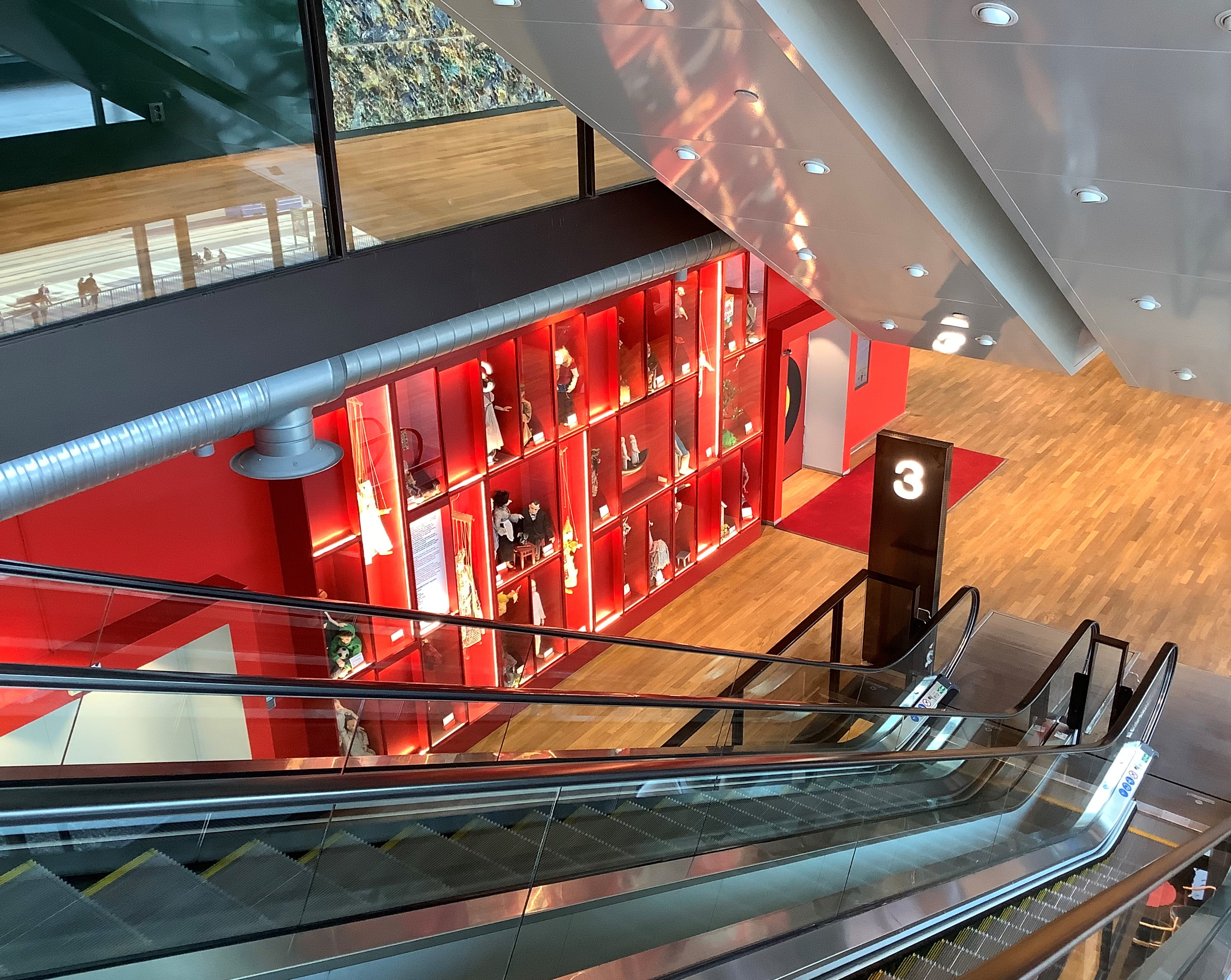
Rulltrappa ner till Marionetteatern.
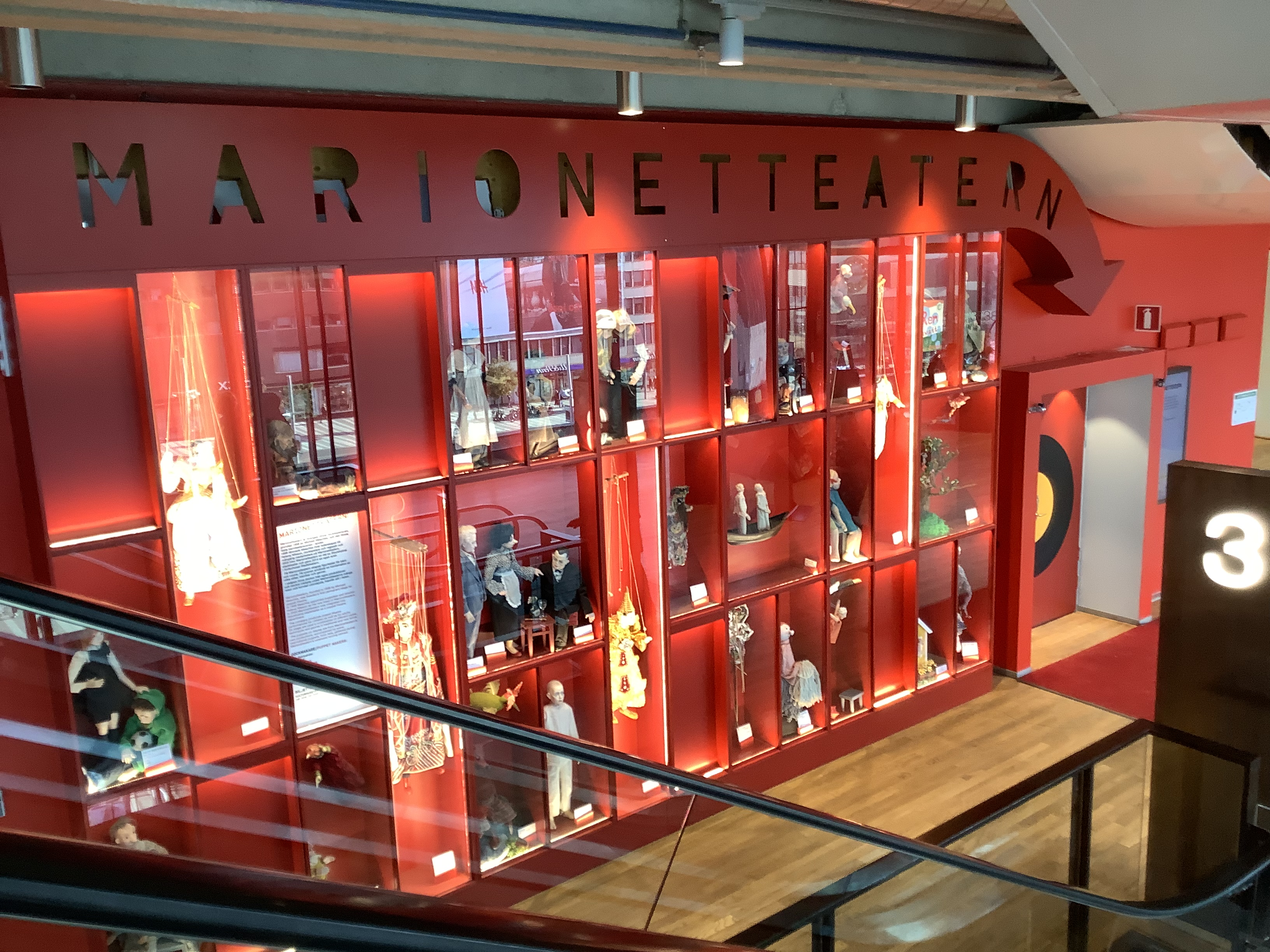
Marionetteatern på plan 3 i Kulturhuset i Stockholm.
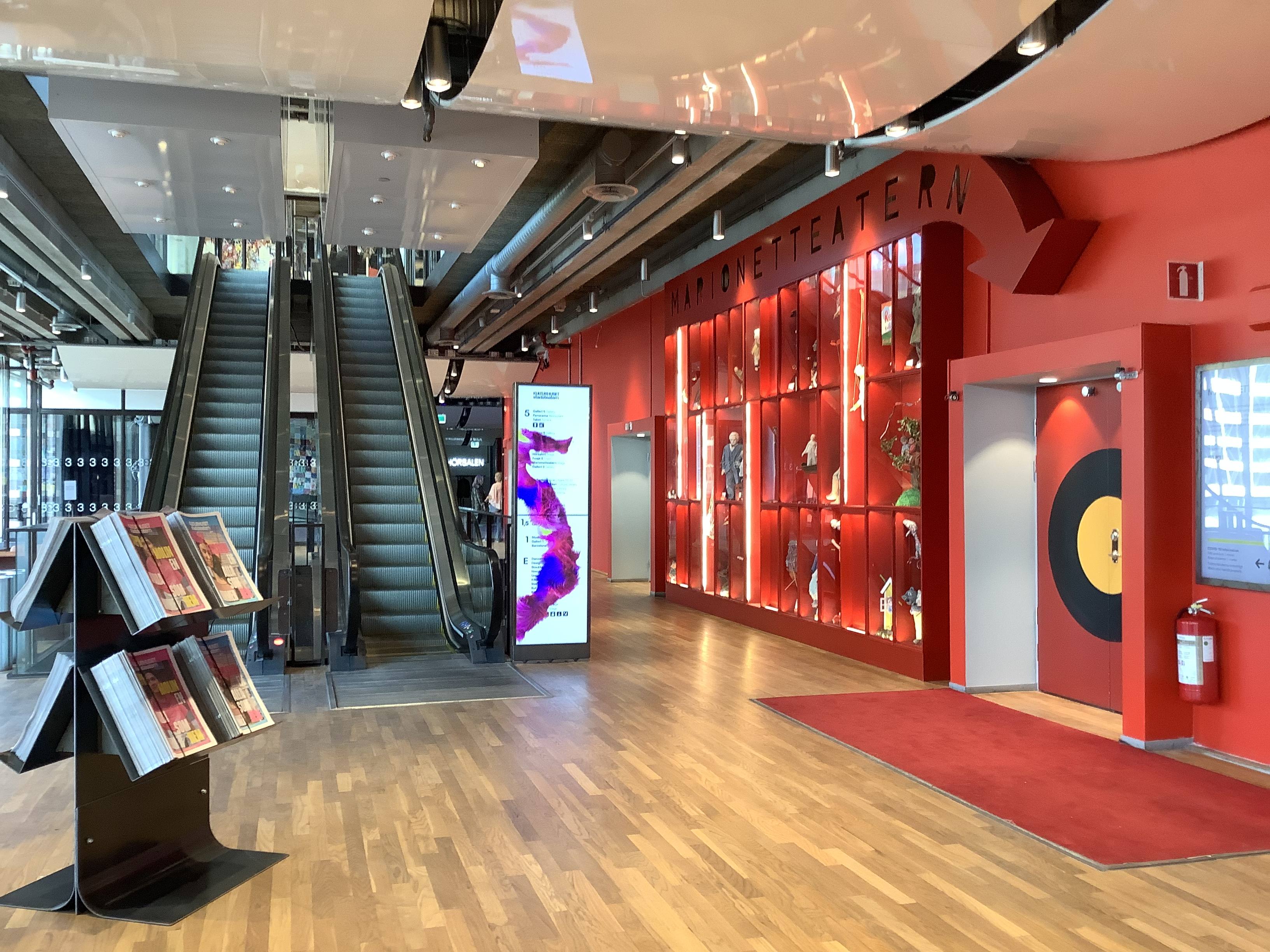
Foajén intill Marionetteatern.

## Fotnoter
1. ↑  ”Dante som dalmålning - Recension av Göran Schildt”. Svenska Dagbladet:  s. 8. 16 november 1970. http://www.svd.se/arkiv/1970-11-16/8. Läst 26 december 2016.